# Arkansas City (Kansas)
Arkansas City és una població dels Estats Units a l'estat de Kansas. Segons el cens del 2000 tenia 11.963 habitants.

## Demografia
Segons el cens del 2000, Arkansas City tenia 11.963 habitants, 4.855 habitatges, i 3.102 famílies. La densitat de població era de 615 habitants per km².
Dels 4.855 habitatges en un 30,3% hi vivien nens de menys de 18 anys, en un 48,2% hi vivien parelles casades, en un 11,7% dones solteres, i en un 36,1% no eren unitats familiars. En el 31,7% dels habitatges hi vivien persones soles el 14,9% de les quals corresponia a persones de 65 anys o més que vivien soles. El nombre mitjà de persones vivint en cada habitatge era de 2,36 i el nombre mitjà de persones que vivien en cada família era de 2,97.
Per edats la població es repartia de la següent manera: un 25,7% tenia menys de 18 anys, un 11,2% entre 18 i 24, un 24,3% entre 25 i 44, un 20,9% de 45 a 60 i un 17,9% 65 anys o més.
L'edat mediana era de 36 anys. Per cada 100 dones de 18 o més anys hi havia 84,8 homes.
La renda mediana per habitatge era de 29.158$ i la renda mediana per família de 39.962$. Els homes tenien una renda mediana de 30.665$ mentre que les dones 19.919$. La renda per capita de la població era de 15.933$. Entorn del 12,4% de les famílies i el 16,4% de la població estaven per davall del llindar de pobresa.

## Poblacions més properes
El següent diagrama mostra les poblacions més properes.